# Willem van Nieulandt (I)
Willem van Nieulandt of Guglielmo Terranuova (Antwerpen, 1560 — Rome, 1626) was een Zuid-Nederlands kunstschilder.
Van Nieulandtverbleef vanaf 1596 in Rome. Hij is de oom van Willem van Nieulandt (II).
Hij ligt begraven in de San Lorenzo in Lucina.
- Biografisch Portaal: 66643270
- RKD-Nederlands Instituut voor Kunstgeschiedenis: 59517
- Union List of Artist Names: 500030125
- Virtual International Authority File: 95867539